# Georg Avellis
Georg Avellis (* 6. Mai 1864 in Forst (Lausitz); † 25. April 1916 in Frankfurt am Main) war ein deutscher Mediziner im Bereich der Laryngologie.

## Leben
Avellis war der Sohn eines Tuchfabrikanten in Forst und studierte Medizin in Breslau, Berlin, Freiburg i.Br. und Gießen, wo er 1888 promoviert wurde und Assistent von Franz Riegel war. Anschließend war er Assistent bei Peter Dettweiler in der Heilanstalt Falkenstein im Taunus und bei Moritz Schmidt-Metzler in Frankfurt am Main, wo er sich 1893 als Laryngologe niederließ.
Das Avellis-Syndrom (auch Avellis-Longhi-Syndrom) ist nach ihm benannt, ein alternierendes Hirnstammsyndrom (Schädigung der Medulla oblongata).
Er war mit Laura Bär verheiratet, die im Zweiten Weltkrieg vermutlich im Getto von Lodz mit ihrer Tochter umkam.

## Schriften
- Ueber Amylenhydrat als Schlafmittel. v. Münchow, Giessen 1888 (Giessen, Univ. Diss. 1888).
- Cursus der laryngoskopischen und rhinoskopischen Technik. Fischer’s medizinische Buchhandlung, Berlin 1891.
- Klinische Beiträge zur halbseitigen Kehlkopflähmung. Fischer, Berlin 1891 (Berliner Klinik; 40).
- Der Gesangsarzt: Gemeinverständliche ärztliche Bemerkungen zur Gesanglehre und zur Hygiene der Stimmorgane. Alt, Frankfurt a. M. 1896.